# Ермолино (станция)
Ермо́лино — узловая железнодорожная станция Ярославского региона Северной железной дороги, находящаяся в деревне Железнодорожной станции Ермолино Ивановского района Ивановской области.

## История
Станция открыта в 1871 году в составе линии Иваново — Кинешма Шуйско-Ивановской железной дороги.

## Деятельность
Станция открыта для грузовой работы.
Коммерческие операции, выполняемые на станции:
- продажа пассажирских билетов[2];
- приём и выдача багажа[2];
- приём и выдача повагонных отправок грузов (открытые площадки)[2].

Вблизи станции находится база запаса, где размещено большое количество списанных локомотивов разных моделей.

## Дальнее следование по станции
По состоянию на декабрь 2018 года через станцию курсируют следующие поезда дальнего следования:
| Круглогодичное обращение поездов | Круглогодичное обращение поездов | Круглогодичное обращение поездов | Круглогодичное обращение поездов |
| № поезда                         | Маршрут движения                 | № поезда                         | Маршрут движения                 |
| -------------------------------- | -------------------------------- | -------------------------------- | -------------------------------- |
| 45 "Текстильный край"            | Иваново — Санкт-Петербург        | 46 "Текстильный край"            | Санкт-Петербург — Иваново        |
| 337                              | Самара — Санкт-Петербург         | 338                              | Санкт-Петербург — Самара         |
| 347                              | Уфа — Санкт-Петербург            | 348                              | Санкт-Петербург — Уфа            |
| 661                              | Москва — Кинешма                 | 662                              | Кинешма — Москва                 |

| Сезонное обращение поездов | Сезонное обращение поездов | Сезонное обращение поездов | Сезонное обращение поездов |
| № поезда                   | Маршрут движения           | № поезда                   | Маршрут движения           |
| -------------------------- | -------------------------- | -------------------------- | -------------------------- |
| 495                        | Адлер — Кострома           | 496                        | Кострома — Адлер           |
| 539                        | Анапа — Кострома           | 540                        | Кострома — Анапа           |

| Пригородное сообщение по станции | Пригородное сообщение по станции | Пригородное сообщение по станции | Пригородное сообщение по станции |
| № поезда                         | Маршрут движения                 | № поезда                         | Маршрут движения                 |
| -------------------------------- | -------------------------------- | -------------------------------- | -------------------------------- |
| 6236                             | Кинешма — Иваново                | 6239                             | Иваново — Кинешма                |
| 6237                             | Иваново — Кинешма                | 6238                             | Кинешма — Иваново                |